# Agencja pracy tymczasowej
Agencja pracy tymczasowej – usługi pracy tymczasowej polegają na delegowaniu do wykonywania na rzecz osoby trzeciej (fizycznej lub prawnej), zwanej dalej „użytkownikiem”, osób o określonych umiejętnościach i kwalifikacjach przez umówiony pomiędzy stronami okres.
Agencja pracy tymczasowej jest przedsiębiorstwem, którego działalność polega na rekrutacji, selekcji, zatrudnianiu i stawianiu do dyspozycji użytkownika osób fizycznych o określonych umiejętnościach i kwalifikacjach, na podstawie odpowiedniej umowy zawartej pomiędzy agencją pracy tymczasowej a użytkownikiem.
Pracownik tymczasowy to osoba fizyczna zatrudniona i oddelegowana przez agencję pracy tymczasowej na określony czas i do wykonania określonej pracy na rzecz użytkownika.

## Regulacje prawne
Kwestie prawne pracy tymczasowej regulują:
- Ustawa z dnia 9 lipca 2003 r. o zatrudnianiu pracowników tymczasowych[1];
- Rozporządzenie Ministra Rodziny, Pracy i Polityki Społecznej z dnia 25 maja 2017 r. w sprawie wzorów dokumentów dotyczących działalności agencji zatrudnienia[2];
- Ustawa z dnia 20 marca 2025 r. o rynku pracy i służbach zatrudnienia[3];
- Ustawa z dnia 28 lipca 2005 r. o zmianie ustawy o promocji zatrudnienia i instytucjach rynku pracy oraz o zmianie niektórych innych ustaw[4];
- Ustawa z dnia 19 grudnia 2008 r. o zmianie ustawy o promocji zatrudnienia i instytucjach rynku pracy oraz o zmianie niektórych innych ustaw;
- Ustawa z dnia 7 kwietnia 2006 r. o informowaniu pracowników i przeprowadzaniu z nimi konsultacji[5];
- Konwencja 181 Ogólnej Międzynarodowej Organizacji Pracy;
- Dyrektywa Parlamentu Europejskiego i Rady z dnia 19 listopada 2008 r. w sprawie pracy tymczasowej

Agencja pracy tymczasowej jest pracodawcą dla pracowników tymczasowych. Agencją pracy tymczasowej może być zatem zgodnie z art. 3 Kodeksu pracy – osoba fizyczna, osoba prawna lub jednostka organizacyjna nie posiadająca osobowości prawnej. Pracowników tymczasowych łączy z agencją tymczasową pracy stosunek pracy, natomiast nie pozostają w takim stosunku z pracodawcą-użytkownikiem, chociaż to on bezpośrednio korzysta z ich pracy.

## Praca tymczasowa
Praca tymczasowa jest to praca wykonywana przez pracownika tymczasowego zatrudnionego przez agencję pracy tymczasowej tylko na podstawie umowy o pracę.
Praca tymczasowa jest obecnie stałym elementem polityki personalnej prowadzonej przez przedsiębiorstwa. Jest to metoda wspomagająca zarządzanie zasobami ludzkimi w firmie w sposób ekonomiczny i ograniczający element ryzyka związanego z czynnikiem ludzkim. Poprawia strukturę kosztów przedsiębiorstwa, zwłaszcza kosztów osobowych. Jej idea sprowadza się do uproszczenia, profesjonalizacji i racjonalizacji zatrudnienia pracowników w przypadkach sezonowych wzrostów produkcji, wzrostu sprzedaży, przestojów urlopowych, czy dużej rotacji personelu.